# Кэмпбелл, Джеймс (кларнетист)
Джеймс Кеннет Кэмпбелл (англ. James Kenneth Campbell) — современный канадский кларнетист и музыкальный педагог. Победитель конкурса Jeunesses Musicales International (Югославия, 1971), лауреат премии «Джуно» за классический альбом года в исполнении солиста или камерного ансамбля (1986, Stolen Gems), исполнитель года Совета Канады по музыке (1989), кавалер ордена Канады (1997).

## Биография
С 1966 по 1969 год играл в Национальном молодёжном оркестре Канады а с 1967 по 1969 год — также в Гамильтонском филармоническом оркестре. В 1971 году окончил Торонтский университет, получив степень бакалавра, затем продолжал учёбу в Музыкальной академии Запада в Калифории, а также в Париже, где с 1971 по 1973 год учился у Йоны Эттингера. В 1970 году стал полуфиналистом Будапештского международного конкурса кларнетистов, на следующий год выиграл Фестиваль талантов CBC и конкурс Jeunesses Musicales International в Югославии, а в 1972 году представлял Канаду на 26-м конгрессе Международной федерации Jeunesses Musicales в Аугсбурге.
К середине 1910-х годов выпустил свыше 40 аудиозаписей. Выступает как исполнитель классической и джазовой музыки, а также на стыке этих областей. Давал концерты в крупнейших концертных залах Европы, Южной Америки и Китая. Солист Торонтского симфонического, Ванкуверского симфонического, Лондонского филармонического оркестров и оркестра Национального центра искусств; в общей сложности побывал приглашённым солистом более чем в 50 симфонических оркестрах. Один из основателей Торонтской Камераты, с которой играл с 1974 по 1985 год, и трио «Ариозо» (1975—1981). С 1984 года выступал с джазовым пианистом Джином Динови.
Одновременно с исполнительской карьерой активно занимается преподавательской деятельностью. Преподавал в Институте камерной музыки Онтарио, Школе музыки им. Дж. Дж. Джоханнессена в Виктории, Орфордском центре искусств (Магог, Квебек), Банффском центре искусств, Торонтском и Йоркском университетах и Королевской музыкальной консерватории в Торонто, а с 1988 года является профессором музыки Индианского университета. С 1985 года — художественный директор Фестиваля звука в Парри-Саунд (Онтарио).

## Награды и звания
- Полуфиналист Будапештского международного конкурса кларнетистов (1970)
- Победитель Фестиваля талантов CBC (1971)
- Победитель конкурса Jeunesses Musicales International по классу кларнета (Югославия, 1971)
- Премия Чалмерса (1977)
- «Джуно» за классический альбом года в исполнении солиста или камерного ансамбля (1986, Stolen Gems)
- Исполнитель года по версии Совета Канады по музыке (1989)
- Кавалер ордена Канады (1997)[2]
- Медаль Золотого юбилея королевы Елизаветы II (2002)[3]